# 下韩村乡
下韩村乡，是中华人民共和国山西省大同市浑源县下辖的一个乡镇级行政单位。

## 行政区划
下韩村乡下辖以下地区：
下韩村、中韩村、西辛坊村、石庄村、花町村、藏经庄村和麻庄村。